# Stanislav Hončarenko
Stanislav Oleksandrovyč Hončarenko (in ucraino Станіслав Олександрович Гончаренко?; Kiev, 1º novembre 1960) è un allenatore di calcio a 5, allenatore di calcio ed ex calciatore ucraino, sovietico fino al 1991, di ruolo attaccante.

## Carriera

### Calciatore
Hončarenko ha avuto un'infanzia difficile ed è cresciuto in un orfanotrofio, dove ha frequentato la scuola. Dopo gli studi, lavorò per l'industria dell'automazione Petrovskij (Zavod imeni Petrovskoho) e contemporaneamente militò in una squadra di calcio di Hrebinka allenata da Jurij Vojnov, ex calciatore della Dinamo Kiev. Un anno dopo passò al Budivelnjk Pryp'jat', allenata da Anatolij Šepel, ex calciatore della Dinamo Kiev, e iniziò a lavorare come calciatore professionista, ottenendo un salario regolare che gli consentì di abbandonare l'attività di operaio. Qualche tempo dopo vestì la maglia dello Zirka di Kirovohrad, ma, infortunatosi gravemente, dovette abbandonare l'attività agonistica.

### Allenatore
Ritiratosi dall'attività di calciatore, decise di intraprendere la professione di allenatore, guidato da Ivan Terleckij, che Hončarénko definisce il proprio "padre spirituale". Nel 1989 vinse il campionato ucraino juniores alla guida di una squadra giovanile. Terleckij suggerì il suo ingaggio al presidente della Federazione calcistica dell'Ucraina Mjkola Fominjkh; divenne dunque assistente di Volodjmjr Onjščenko, appena nominato allenatore della Dinamo Bila Cerkva. Approdato sul palcoscenico principale del calcio nazionale, assunse l'anno dopo l'incarico di allenatore, inizialmente ad interim e poi stabilmente, al posto di Fominjkh, passato ad allenare la Dinamo Kiev. Dopo la dissoluzione dell'Unione Sovietica, partecipò alla Perša Liha 1992, prima edizione della seconda divisione del campionato ucraino di calcio, piazzandosi al quarto posto nel girone B con il Ros' Bila Cerkva. Durante la pausa invernale della stagione calcistica 1992-1993 assunse la guida del Chimik Sjevjerodonec'k, per poi abbandonare l'incarico un anno dopo, durante la pausa invernale della stagione seguente, per motivi personali, dato che la moglie non intendeva partorire a Sjevjerodonec'k a causa dell'inquinamento provocato da un'industria locale.
Rifiutate le offerte del Njva Vinnjcia e del Metalist, accettò la proposta dell'Obolon Kiev, all'epoca militante nel KFK (collettivi dilettantistici di cultura ed educazione fisica). Riuscì a ottenere la promozione in Druha Liha, la terza serie ucraina, ma, a causa di divergenze con i dirigenti, lasciò la squadra durante la prima stagione in carica, il 1995-1996; a suo dire, il club era finito sotto l'influenza di alcuni esponenti della criminalità locale, che avrebbero avallato la separazione da Hončarénko.
Nel 1996, su proposta dell'ex compagno di squadra Serhij Veselov, iniziò la carriera di allenatore di calcio a 5, disciplina di cui divenne uno dei tecnici ucraini di spicco, alla guida dell'Interkas.

## Palmarès

### Allenatore
- Campionato ucraino: 5
Interkas: 1998-99, 1999-00, 2002-03
Tajm L'viv: 2008-09, 2009-10
- Coppa d'Ucraina: 5
Interkas: 1999-00, 2000-01, 2004-05
Tajm L'viv: 2009-10
Enerhija L'vіv: 2010-11